# Fake Problems
Fake Problems sind eine US-amerikanische Rockband aus Naples im Bundesstaat Florida.

## Geschichte
Fake Problems wurden vom heutigen Sänger und Gitarristen Chris Farren 2001 zunächst als Solo-Projekt gegründet. Er benannte das Projekt “Fake Problems” (deutsch: „Gefälschte Probleme“), da er ohne Zwänge oder Probleme das Projekt verwirklichen wollte. Erst später kamen Casey Lee, Derek Perry und Sean Stevenson hinzu und bildeten seitdem die Band. Alle Bandmitglieder kommen aus Naples und kannten sich bereits seit ihrem 14. Lebensjahr. Auf den Veröffentlichungen seit 2005 ist jeweils die gesamte Band vertreten.
Ihr erstes Album How Far Our Bodies Go erschien 2007 auf dem US-amerikanischen Independent-Label Sabot Productions. In Deutschland erschien es auf Gunner Records. Ihr zweites Album, It’s Great To Be Alive erschien im englisch- und deutschsprachigen Raum bei SideOneDummy Records. Ihr drittes Album Real Ghosts Caught On Tape erschien in den USA am 21. September 2010, ebenfalls bei SideOneDummy.

## Diskografie

### Alben
- How Far Our Bodies Go (2007, Sabot Productions)
- It’s Great to Be Alive (2009, SideOneDummy)
- Real Ghosts Caught On Tape (2010, SideOneDummy)

### EPs
- Too Much Like Home (2001, For Documentation Only Records)
- From a Fashion Standpoint (2004, For Documentation Only Records)
- Oh No! (2005, Eigenvertrieb)
- Spurs & Spokes (2006, Sabot Productions)
- Spurs & Spokes / Bull Matador (2006, Sabot Productions)
- Viking Wizard Eyes Wizard Full Of Lies (2008, Good Friends Records)

### Singles
- Dream Team (2009, SideOneDummy)

### Splits
- Fake Problems / Look Mexico – Under The Influence Vol. 1 (2008, Suburban Home Records)
- Fake Problems / Any Day Now (2005, Eigenvertrieb)
- Fake Problems / Ninja Gun (2009, Sabot Productions)

### Demos
- Watching The Bull Get The Matador (Eigenvertrieb)